# 海姆宰
‎（阿拉伯语：‎、Hamza，漢語多稱「海姆宰」）是阿拉伯語使用的一個附加符號，不屬於28個阿拉伯字母之一。

## 概要

### 讀音
在現代標準阿拉伯語中發音為聲門塞音/ʔ/，在某些方言中「ق」亦發此音。

### 字體變化
該符號僅有獨立形式：
| 在词语中的位置：        | 独立 | 尾部 | 中部   | 首部   |
| ----------------------- | ---- | ---- | ------ | ------ |
| 誊抄体： （显示异常？） | ء‎    | (无) | (none) | (none) |
| 波斯体： （显示异常？） | ء‬    | (无) | (none) | (none) |

## 變形
「ا」添加該符號可變為「أ‎」或「إ‎」。其中在詞首時「أ‎」表示聲門塞音接開前不圓唇元音的短元音/ʔa/或閉後圓唇元音的短元音/ʔu/，「إ‎」表示聲門塞音接閉前不圓唇元音的短元音/ʔi/。「أ‎」在詞中或詞尾時表示/aʔ/或/ʔa/，但「ا」代表開前不圓唇元音的長元音/aː/時無法變形，應直接寫成「ـاء」。
當「ا」前方為「ل」形成合字「لا」時亦可加「ء」。
| 在词语中的位置：        | 独立 | 尾部 | 中部 | 首部 |
| ----------------------- | ---- | ---- | ---- | ---- |
| 誊抄体： （显示异常？） | لأ‎   | ـلأ‎  | ـلأـ‎ | لأـ‎  |
| 波斯体： （显示异常？） | لأ‬   | ـلأ‬  | ـلأـ‬ | لأـ‬  |

| 在词语中的位置：        | 独立 | 尾部 | 中部 | 首部 |
| ----------------------- | ---- | ---- | ---- | ---- |
| 誊抄体： （显示异常？） | لإ‎   | ـلإ‎  | ـلإـ‎ | لإـ‎  |
| 波斯体： （显示异常？） | لإ‬   | ـلإ‬  | ـلإـ‬ | لإـ‬  |

「و」添加該符號可變為「ؤ」，在詞中或詞尾時表示/uʔ/或/ʔu/。但「و」代表閉後圓唇元音的長元音/uː/時無法變形，應直接寫成「ـوء」。
| 在词语中的位置：        | 独立 | 尾部 | 中部 | 首部 |
| ----------------------- | ---- | ---- | ---- | ---- |
| 誊抄体： （显示异常？） | ؤ‎    | ـؤ‎   | ـؤ‎   | ؤ‎    |
| 波斯体： （显示异常？） | ؤ‬    | ـؤ‬   | ـؤ‬   | ؤ‬    |

「ي」添加該符號可變為「ئ」，在詞中時表示/iːʔ/、/iʔ/或/ʔi/，詞尾時表示/iʔ/或/ʔi/。在詞尾的「ي」代表閉前不圓唇元音的長元音/iː/時無法變形，應直接寫成「ـيء」。
| 在词语中的位置：        | 独立 | 尾部 | 中部 | 首部 |
| ----------------------- | ---- | ---- | ---- | ---- |
| 誊抄体： （显示异常？） | ئ‎    | ـئ‎   | ـئـ‎  | ئـ‎   |
| 波斯体： （显示异常？） | ئ‬    | ـئ‬   | ـئـ‬  | ئـ‬   |